# Die Wildnis ruft
Die Wildnis ruft (Originaltitel: The Yearling) ist ein US-amerikanischer Abenteuer- und Jugendfilm des Regisseurs Clarence Brown aus dem Jahr 1946. Er fußt auf dem mit dem Pulitzer-Preis ausgezeichneten Roman Frühling des Lebens (The Yearling, 1938) von Marjorie Kinnan Rawlings. Die aufwändig produzierte Literaturverfilmung gewann zwei Oscars.

## Handlung
Nach dem amerikanischen Bürgerkrieg lebt die Farmerfamilie Baxter im ländlichen Florida. Sie sind Pioniere und haben dem dichten Wald etwas Land abgetrotzt, das sie nun bewirtschaften. Vater Penny und Mutter Ora haben bereits drei ihrer Kinder verloren. Der zehnjährige Jody ist ihr einziges überlebendes Kind. Der Vater liebt den Jungen abgöttisch und unternimmt mit ihm viele Abenteuer, während die Mutter an dem Verlust ihrer anderen Kinder leidet und zu Jody kein enges Verhältnis besitzt. 
Ohne Geschwister und abgelegen von anderen Kindern lebend, wünscht sich Jody ein Haustier, um das er sich kümmern kann. Vater Penny versteht seinen Sohn, doch Mutter Ora ist von dem Gedanken angeekelt. Als Penny eines Tages von einer Giftschlange gebissen wird, töten sie ein Reh und benutzen die Innereien des Tieres, um das Gift aus Pennys Bisswunde zu ziehen. Jody will das Kitz des getöteten Rehs behalten und versorgen. Sein Vater erlaubt es, sagt ihm aber, dass das Tier freigelassen werden muss, sobald es ausgewachsen ist. Jodys Freund, der kränkliche, aber fantasievolle Fodderwing von dem Nachbarshof der Forresters, soll dem Rehkitz einen Namen geben. Jody erscheint bei den Forresters, doch Fodderwing ist gestorben. Er hatte aber vor seinem Tod dem Rehkitz den Namen „Flag“ gegeben, wegen des wehenden weißen Schwanzes.
Bald schon sind Jody und Flag unzertrennlich. Flag wird größer und entwickelt sich zu einer Nervensäge im Farm-Alltag. Er frisst das gerade gewachsene Getreide, zerstört Zäune und zertrampelt die Tabakpflanzen. Wegen Flag gerät die Ernte der Familie in Gefahr, es droht Hunger. Penny beauftragt Jody daraufhin, das Tier zu erschießen. Jody geht mit Flag hinaus, bringt es aber nicht über das Herz, das Tier zu töten. Er will Flag freilassen, doch das Reh kommt immer wieder zurück zu ihm. Daraufhin nimmt Ora das Gewehr und schießt auf Flag, verwundet das Tier aber nur. Penny will nun, dass Jody Flag von seinen Leiden erlöst. Jody befolgt die Anordnung und tötet Flag.
Jody kommt über den Tod seines tierischen Freundes nicht hinweg. Voller Trauer und Wut läuft er davon. Drei Tage später wird er von einem Flussschiffer zurück nach Hause gebracht. Vater Penny erzählt ihm daraufhin, dass seine Mutter die ganze Zeit nach ihm gesucht habe. Bevor Jody zu Bett geht, kommt Ora zurück. Sie, die voller Angst war, auch ihr letztes Kind zu verlieren, ist überglücklich und überschüttet den Jungen mit soviel Liebe und Zuneigung, wie er sie noch nie von ihr bekommen hat.

## Hintergrund
1938 war der Roman Frühling des Lebens von Marjorie Kinnan Rawlings erschienen und schnell zu einem Bestseller geworden, sodass sich Metro-Goldwyn-Mayer schnell die Filmrechte sicherte. Schon 1941 wurde die Produktion des Films unter der Regie von Victor Fleming begonnen. Als Eltern waren ursprünglich Spencer Tracy und Anne Revere besetzt, dazu gesellte sich Roddy McDowall als Fodderwing. Doch dann behinderten unzählige Probleme die Dreharbeiten: Gene Eckman, der Jody darstellen sollte, bekam einen Wachstumsschub, eine Moskitoplage kam auf, Regisseur Fleming und der Produzent Sidney Franklin überwarfen sich. King Vidor übernahm daraufhin den Regiestuhl. Als die Vereinigten Staaten allerdings in den Zweiten Weltkrieg eintraten, wurde das Projekt schließlich mit 500.000 US-Dollar Verlust abgebrochen, da nach der Meinung von MGM das Publikum während Kriegszeiten nicht mehr Filme dieser Art sehen wollte.

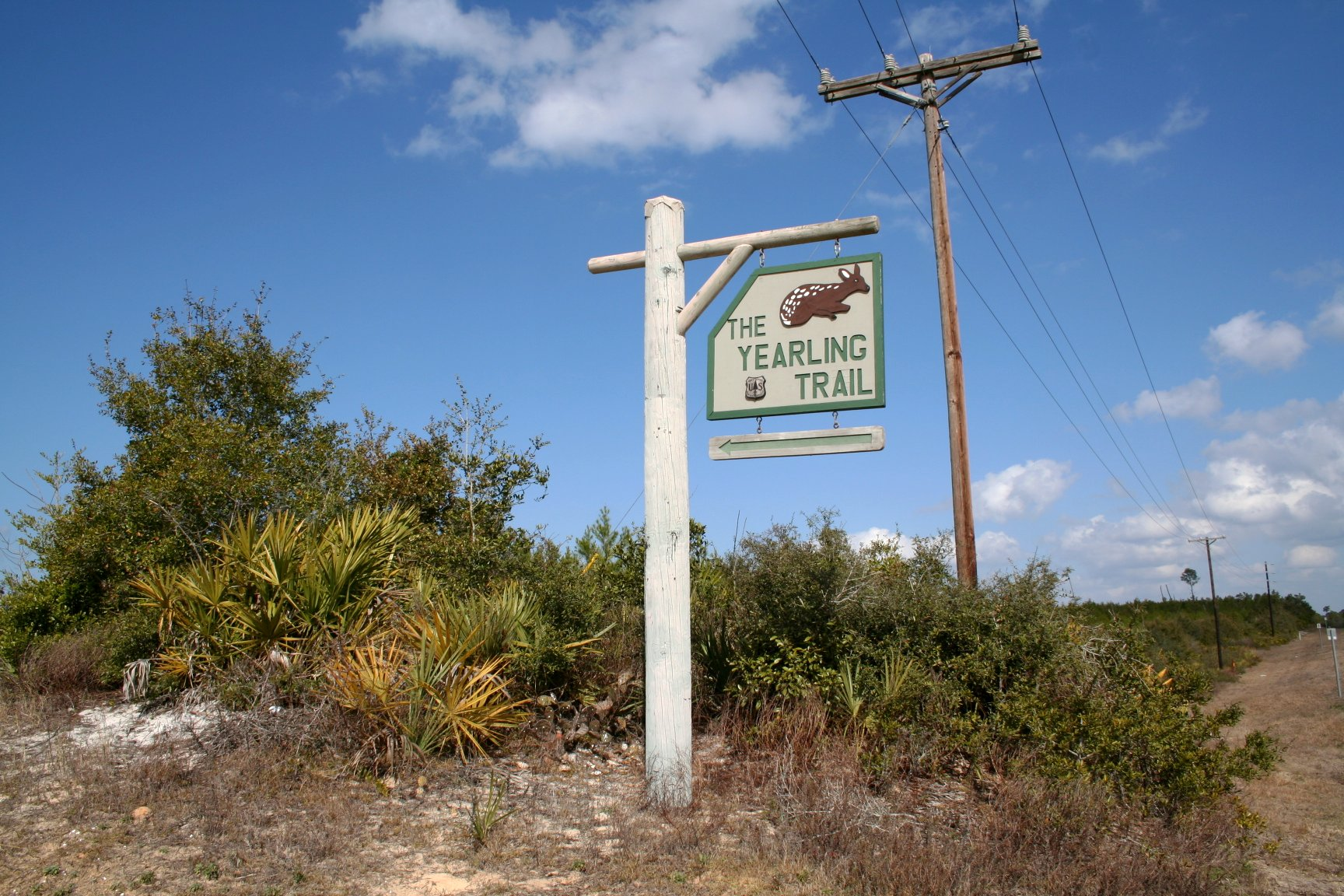
Beginn des „Yearling Trail“

Erst 1945 wurden die Dreharbeiten unter der Regie von Clarence Brown mit neuen Schauspielern wieder aufgenommen, die nun wiederum zehn Monate dauerten. Für die Rolle von Jody fand ein aufwändiges Casting quer durch Amerika statt, bei dem sich letztlich der aus Nashville stammende Filmneuling Claude Jarman Jr. durchsetzen konnte. Der Technicolor-Film kostete insgesamt fast vier Millionen US-Dollar, eine damals astronomische Summe. Dabei wurden 32 dressierte Tiere vor die Kamera geholt. Das Rehkitz Flag wurde von fünf Rehkitzen dargestellt, um das Wachstum des Tieres festzuhalten. Über 400 weitere Tiere wurden für den Film undressiert verwendet, darunter Klapperschlangen, Schweine, Hunde, Bussarde und Hühner. Einige der Tierszenen waren schon beim ersten Projekt 1941 gedreht worden und wurden in den Film übernommen. Der Film wurde teilweise auf dem Grundstück der Romanautorin Rawlings gedreht. Dreharbeiten fanden auch in der Juniper Prairie statt. Ein Wanderweg wurde dort zu Ehren der Romanautorin „The Yearling Trail“ genannt.
Unter der Regie von Rod Hardy wurde 1994 eine Neuverfilmung für das Fernsehen produziert. Den Vater spielte dabei Peter Strauss.

## Rezeption
An den Kinokassen war Die Wildnis ruft MGMs erfolgreichster Film des Jahres 1946. Wegen der hohen Produktionskosten fiel der Gewinn mit 451.000 US-Dollar jedoch eher bescheiden aus. Die Kritiker waren von der Qualität des Films überzeugt und insbesondere die Kameraarbeit sowie die Darsteller wurden hochgelobt. Bosley Crowther von der New York Times schrieb 1946 in seiner Kritik, dass Die Wildnis ruft einer der wenigen Filme sei, der die Unschuld einer Kindheit erfolgreich eingefangen habe. Regisseur Brown habe mit dem Film sowohl „sein Herz als auch seine Intelligenz“ gezeigt, während Claude Jarman Jr. eine „unglaubliche feine Darbietung“ zeige. Der Film sei „freudig und inspirierend“ geraten.
Auch heute wird der Film von den meisten Kritikern positiv gesehen. Das Lexikon des internationalen Films zeigte sich hingegen kritischer und beschreibt den Film als einen „[g]efühlvollen Jugendfilm, der trotz einiger Stilmängel dank der vorzüglichen darstellerischen Leistungen annehmbare Unterhaltung bietet“.

## Auszeichnungen
Bei der Oscarverleihung 1947 wurde der Film in den Kategorien Beste Kamera (Farbe) (Charles Rosher, Leonard Smith, Arthur Arling) und Bestes Szenenbild (Farbe) (Cedric Gibbons, Paul Groesse, Edwin B. Willis) mit dem Oscar ausgezeichnet. Zudem erhielt Claude Jarman jr. den Juvenile Award als „herausragender Kinderdarsteller im Jahr 1946“. Nominiert war der Film außerdem in den Kategorien:
- Bester Film
- Beste Regie (Clarence Brown)
- Bester Hauptdarsteller (Gregory Peck)
- Beste Hauptdarstellerin (Jane Wyman)
- Bester Schnitt (Harold F. Kress)

1947 erhielt Gregory Peck für Die Wildnis ruft einen Golden Globe in der Kategorie Bester Hauptdarsteller – Drama.

## Synchronisation
Die deutsche Synchronfassung entstand 1949 bei der Motion Picture Export Association.
| Rolle         | Darsteller        | Synchronsprecher    |
| ------------- | ----------------- | ------------------- |
| Penny Baxter  | Gregory Peck      | Klaus W. Krause     |
| Ora Baxter    | Jane Wyman        | Eva Vaitl           |
| Jody Baxter   | Claude Jarman Jr. | Axel Jahn           |
| Lem Forrester | Forrest Tucker    | Wolfgang Eichberger |
| Doc Wilson    | Chick York        | Anton Reimer        |